# Lysipomia
El Lysipomia és un dels diversos gèneres de plantes amb flor de la família de les campanulàcies. Es fa a les muntanyes andines des de Veneçuela a Bolívia, on creixen en zones inundades i aiguamolls. El gènere comprèn 43 espècies.
Són plantes que formen àmplies esteses amb fulles simples de fins a 6 cm. que formes rosetes basals. Les flors són blanques, solitàries i els pètals s'agrupen en dos conjunts (bilabiades), un en la part inferior amb tres pètals, i un altre en la superior amb dos.

## Taxonomia
- Lysipomia acaulis, Kunth
- Lysipomia aquatica
- Lysipomia aretioides, Kunth
- Lysipomia bilineata, McVaugh
- Lysipomia bourgonii
- Lysipomia brachysiphonia
- Lysipomia brevifolia
- Lysipomia caespitosa, T.J.Ayers
- Lysipomia columnaris
- Lysipomia crassomarginata, (E.Wimm.) Jeppesen
- Lysipomia crypta
- Lysipomia cuspidata, McVaugh
- Lysipomia cylindrocarpa, T.J.Ayers
- Lysipomia delicatula
- Lysipomia glandulifera
- Lysipomia globularis
- Lysipomia gracilis
- Lysipomia hirta
- Lysipomia hutchinsonii
- Lysipomia laciniata
- Lysipomia laricina, E.Wimm.
- Lysipomia lehmannii, Hieron. ex Zahlbr.
- Lysipomia mcvaughii
- Lysipomia minor
- Lysipomia minuta
- Lysipomia montioides
- Lysipomia multiflora
- Lysipomia muscoides
- Lysipomia oellgaardii, Jeppesen
- Lysipomia pumila
- Lysipomia rhizomata, McVaugh
- Lysipomia sagasteguii
- Lysipomia sanchezii
- Lysipomia sparrei, Jeppesen
- Lysipomia speciosa, T.J.Ayers
- Lysipomia sphagnophila
- Lysipomia subpetata
- Lysipomia tubulosa, McVaugh
- Lysipomia vinosa
- Lysipomia vitreola, McVaugh
- Lysipomia wurdackii